# Toronto
Toronto (2.732.000 prebivalcev) je glavno mesto province Ontario in je največje mesto v Kanadi. Ta primat je v 70. letih 20. stoletja prevzelo od Montréala.
Po eni od teorij je mesto dobilo ime po besedi toran-ten, ki v jeziku Indijancev Huron pomeni »kraj za srečevanje«, po drugi teoriji pa naj bi podobna beseda v jeziku Indijancev Mohawk pomenila »kraj, kjer drevesa rastejo na vodi«. Mesto leži ob severozahodni obali jezera Ontario (najmanjše od severnoameriških Velikih jezer). Najbolj znana stavba v mestu je stolp CN Tower (ime je dobil po železniški družbi Canadian National), ki je s 553 m trenutno druga najvišja prosto stoječa zgradba na svetu. Poleg tega bo hokejske navdušence pritegnil tudi Hokejski hram slavnih lige NHL.
Mesto ima podzemno železnico, dopolnjeno z avtobusnimi in tramvajskimi progami.
Mednarodno letališče na severovzhodu mesta se imenuje po diplomatu in Nobelovemu nagrajencu za mir Lesterju Bowlesu Pearsonu. Glavna železniška postaja se imenuje Union Station, poleg lokalnih primestnih prog ima neposredne železniške povezave tudi z Montréalom, Ottawo, Niagarskimi slapovi, New Yorkom, Detroitom in Vancouvrom. Jezersko pristanišče je povezano z vsemi petimi Velikimi jezeri in po pomorski poti sv. Lovrenca tudi z Atlantskim oceanom.